# Šinja Sasaki
Šinja Sasaki je bývalý japonský skokan na lyžích.

## Sportovní kariéra
Šinja Sasaki debutoval na světovém poháru ve skocích na lyžích 12. ledna 1980 v japonském Sapporu, kde obsadil 14. místo a získal dva body, se kterými v této sezóně obsadil celkové 96. místo společně s Františkem Novotným a Němcem Hubertem Schwarzem. V témže roce formálně ukončil profesionální kariéru, v Sapporu se konalo jeho jediné vystoupení na světovém poháru.
Nikdy se nezúčastnil olympijských her.